# 黑山—塞尔维亚关系
黑山－塞尔维亚关系是黑山和塞尔维亚之间的外交关系。从1918年到2006年，这两个国家在南斯拉夫王国、南斯拉夫社会主义联邦共和国以及塞尔维亚和黑山时期为一个国家。由于该区域最近的政治发展，黑山的民族身份存在争议。有关于黑山人是不是塞尔维亚人，以及民族语言名称究竟是黑山语还是塞尔维亚语的辩论。尽管如此，两国在本世纪20年代之前一直保持着友好关系。截至2020年，在黑山2019－2020年牧师抗议活动以及随后塞尔维亚涉嫌干涉黑山内政和社会生活之后，两国关系不断恶化。

## 历史

### 前南斯拉夫时期

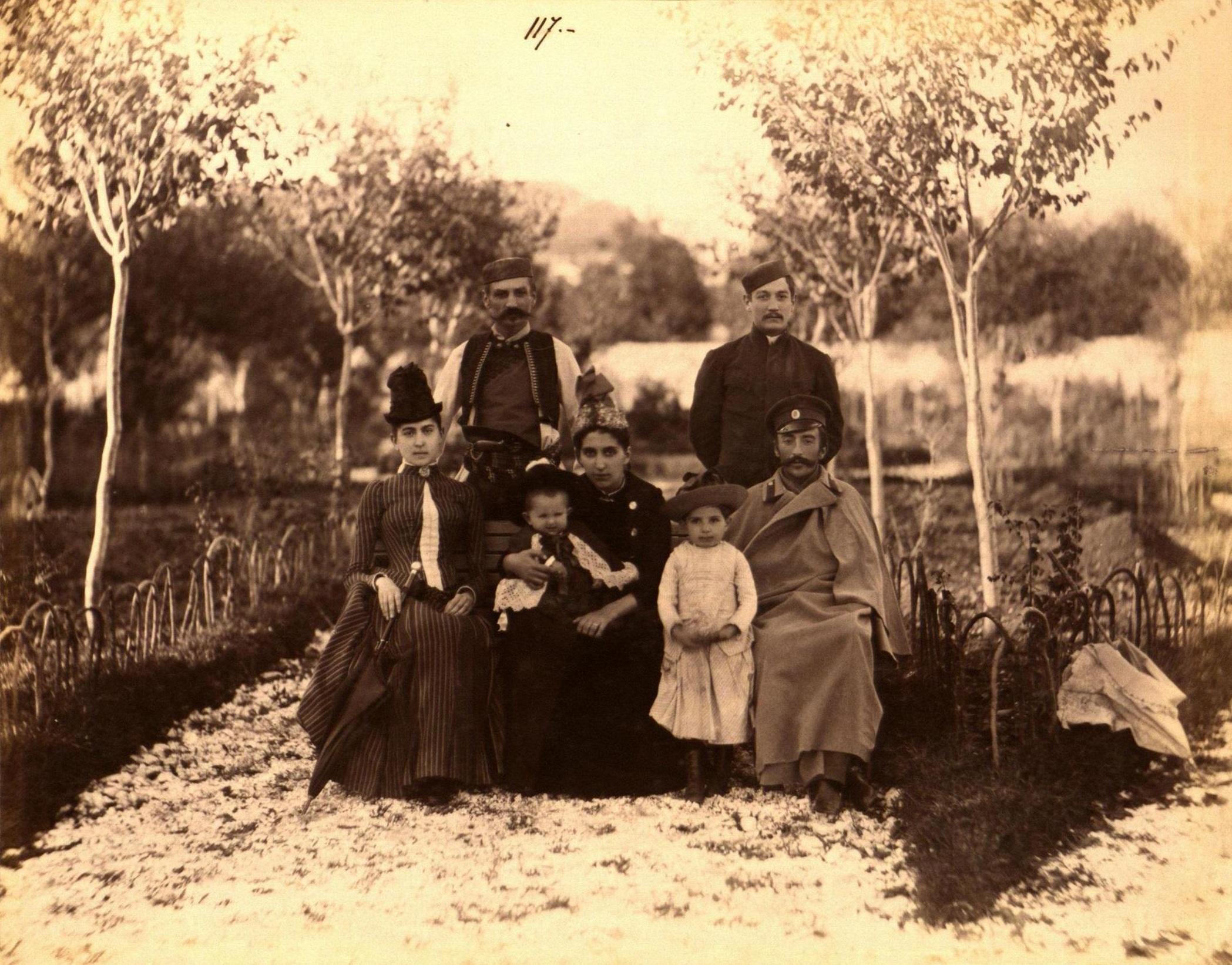
塞尔维亚的彼得王子和黑山的佐卡公主与家人在采蒂涅（约1890年）

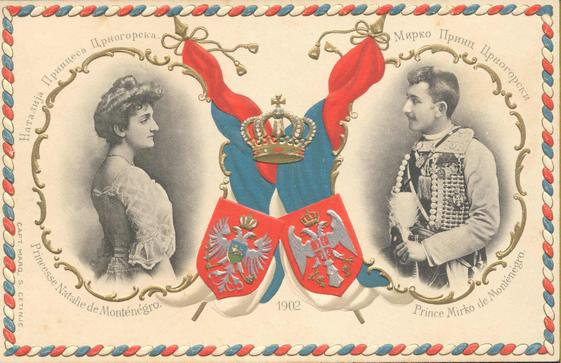
娜塔丽娅公主和黑山王子米尔科（1902年）

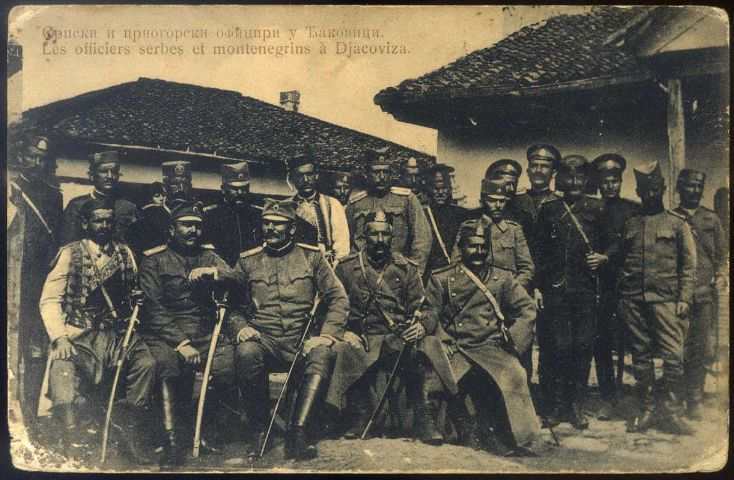
巴尔干战争期间在贾科维察的塞尔维亚和黑山士兵（1913年）

在南斯拉夫誕生之前，塞尔维亚人和黑山人之间几乎没有区别，因为两个民族大部分都信奉塞尔维亚东正教，这直接影响了1697年黑山大公国主教辖区的建立。彼得二世·彼得罗维奇-涅戈什親王主教是黑山王国历史上最伟大的统治者之一，他是團結和解放塞族人民的擁護者，願意放棄自己的親王權利以換取與塞爾維亞的聯盟，並願意承認他是所有塞族的宗教領袖（類似於現代的塞爾維亞正教會牧首）。儘管其一生之間並未統一兩國，但涅戈什奠定了南斯拉夫的一些基礎，並將現代政治概念引入了黑山。他所著的作品后来被认为是黑山文学史的支柱。

### 第一次世界大战和南斯拉夫
在柏林议会正式承认事实上的主权国家的独立后，两国关系不断改善，直到1897年正式建立。黑山王国在第一次世界大战中是塞尔维亚最亲密的盟友，直到1916年向奥匈帝国投降。黑山于1918年12月20日被兼并，随后宣布由南斯拉夫王国统治。数周后，在克里斯托·兹诺夫·波波维奇领导下的分离主义者在1919年1月7日发动了一场反对亲南斯拉夫统一主义者的暴力起义，被称为圣诞起义。尽管他们有分离主义，他们还是宣称自己是塞尔维亚人。

### 第二次世界大战
入侵南斯拉夫后，两个具有挑战性的抵抗组织活跃在小塞尔维亚和黑山的领土上，他们分别是南斯拉夫游击队和切特尼克。第二次世界大战期间，塞尔维亚人和黑山人占南斯拉夫游击队员的35%。黑山人被认为是切特尼克运动中仅次于塞尔维亚人的第二大群体。黑山切特尼克主要由帕夫·乌里希奇领导和组织，帕夫是一位有争议的指挥官，他和他的军队在利耶夫切战场的战斗中被克罗地亚纳粹分子杀害。乌里希奇被认为是塞尔维亚与黑山历史的一部分，因为他是塞尔维亚和黑山的联盟主义者，这被认为是黑山分裂主义者塞库拉协助乌斯塔沙部队杀死他的原因。

### 後冷戰聯邦
在南斯拉夫解体期间，塞尔维亚共和国和黑山共和国组成了南斯拉夫聯邦共和國。1992年，绝大多数人投票赞成与塞尔维亚统一，黑山仍然是南斯拉夫的一部分。在南斯拉夫战争中，黑山军队尤其领导了对杜布罗夫尼克的围攻。斯普斯卡共和国前战时总统拉多万·卡拉季奇经常被误认为是波斯尼亚塞族人，实际上他是出生于沙夫尼克的德罗布贾克人。 众所周知，他曾支持斯普斯卡共和国，塞尔维亚和黑山之间建立统一国家。在整个任期内，南斯拉夫总统斯洛博丹·米洛舍维奇任命了几位黑山政客，例如米洛·久卡诺维奇和斯韦托扎尔·马罗维奇，他们将在很大程度上与他的政权合作，然后在几年后声讨他。2003年2月4日，南斯拉夫联盟共和国更名为塞尔维亚和黑山国家联盟。前联邦共和国修订的《塞尔维亚和黑山宪法宪章》允许两个会员国每三年举行一次独立公民投票。2003年3月12日佐兰·金吉奇被暗杀后，塞尔维亚和黑山的政府组织了一项名为“佩刀行动”的大规模警察行动，对黑山（特别是布德瓦）的多个地点进行了调查，因为之前的暗杀企图来自那里。

### 黑山独立公投

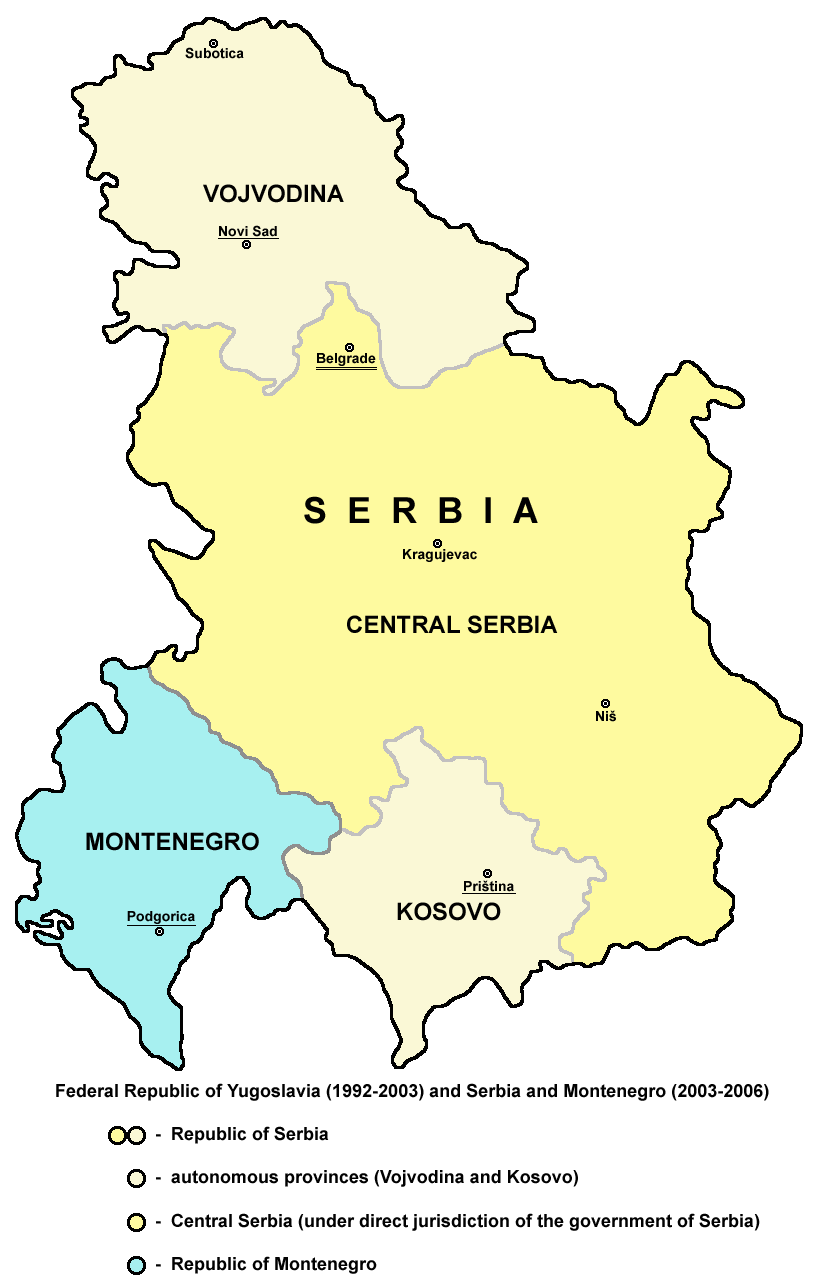
塞尔维亚和黑山的领土划分地图

黑山上一次独立公投是在2006年5月21日举行的。该方案获得了55.5%的支持率，略高于欧盟设定的55%的投票门槛。到5月23日，全民投票的初步结果得到联合国安全理事会所有五个常任理事国的承认，这表明一旦正式宣布独立，黑山就得到广泛的国际承认。5月31日，全民投票委员会正式确认全民投票的结果，核查了55.5%的黑山选民投票赞成独立。米洛·久卡诺维奇，当时的总理，是以黑山社会主义者民主党为中心的亲独立集团的领导人。普雷德拉格·布拉托维奇在公投运动期间领导了亲统一主义政党联盟。

### 獨立後
黑山在贝尔格莱德设有大使馆，塞尔维亚在波德戈里察设有大使馆。 两国都是欧洲委员会，欧洲安全与合作组织和中欧自由贸易协定的正式成员。 两国也被欧盟确认为潜在的候选国。

#### 黑山承认科索沃
2008年科索沃宣布独立，在黑山承认科索沃独立后，塞尔维亚于2008年10月驱逐了黑山大使。黑山总理米洛·久卡诺维奇抨击黑山大使被迫离开贝尔格莱德的行为，声称两国关系已经变得“不可接受的糟糕”。差不多一年后，塞尔维亚终于接受了伊戈尔·乔沃维奇担任新的黑山大使。

#### 塞尔维亚前进党政府
在2012年5月当选塞尔维亚新总统后，前进党候选人托米斯拉夫·尼科利奇在接受电视采访时表示：
我承认黑山是一个国家，但塞尔维亚人和黑山人没有任何区别，因为根本就没有区别。
 — 托米斯拉夫·尼科利奇
2014年6月，久卡诺维奇与塞尔维亚总理亚历山大·武契奇之间发生了微妙的媒体冲突。 包括Informer和Kurir在内的多个塞尔维亚小报都发表了文章，讨论了久卡诺维奇与黑山记者的威胁和攻击之间的关系。久卡诺维奇立即回应塞尔维亚小报的文章，并于6月17日发表一系列有争议的声明，称这些文章是“最普通的愚蠢”，并补充说“我相信我在贝尔格莱德的同事会查清这些回忆2003年的文章。”关于2003年的声明直接指的是2003年担任塞尔维亚总理的佐兰·金吉奇的遇刺。 塞尔维亚的许多新闻门户网站都认为久卡诺维奇对武契奇的评论具有威胁性。